# 주세페 피노갈라지오
주세페 피노-갈라지오 (Giuseppe Pinot-Gallizio, 1902년 ~ 1964년)는 이탈리아의 화가, 산업회화의 창시자, 국제 상황주의의 창립 멤버이다. 대중문화, 고고학, 유목주의, 식물학 분야의 학자이기도 하다.

## 생애
피노-갈라지오는 피에몬테주 알바에서 태어났다. 1955년 이미지주의 바우하우스 국제운동을 이끈 아스게르 요른을 만난다. 1956년 요른과 함께 제1차 세계 자유 예술가 회의를 개최한다. 이 회의는 에토레 소트사스, 엔리코 바이, 질 J. 월만 등이 참석했고, 국제 상황주의 창립의 전조가 된다.
1957년 기 드보르, 미셸 번스타인, 아스게르 요른, 콩스탕 뉘베니, 월터 올모, 피에로 시몬도, 엘레나 베로네, 룰프 럼니와 함께 국제 상황주의 그룹을 결성한다. 1959년 국제 상황주의를 널리 알린 전시회를 파리에서 개최한다. 1960년 예술보다 정치에 집중하기 위해 국제 상황주의 그룹을 떠난다. 1964년 알바에서 사망한다.